# Partido Nacional do Suriname
O Partido Nacional do Suriname (em neerlandês: Nationale Partij Suriname, NPS) é um partido político social-democrata do Suriname, fundado em 1946 e desde junho de 2012 liderado por Gregory Rusland.
Nas eleições legislativas de 2005, o partido fez parte da Nova Frente para a Democracia e o Desenvolvimento, que conquistou 41,2% dos votos populares e 23 dos 51 assentos na Assembleia Nacional.
Em 1993, Ronald Venetiaan tornou-se líder do partido. Desde então, o NPS testemunhou um declínio nas eleições que se seguiram. Em junho de 2012, Venetiaan deixou a liderança do partido. As eleições do partido foram realizadas para seu sucessor com Gregory Rusland vencendo sete dos onze distritos e Ivan Fernald vencendo quatro. Sob a liderança de Rusland, o partido adotou alguns elementos da Terceira Via em sua ideologia e se aproximou um pouco do centro político.
Nas eleições de 2020, o NPS ganhou 3 dos 51 assentos.